# Дунавци (Старозагорская область)
Дунавци (болг. Дунавци) — село в Болгарии. Находится в Старозагорской области, входит в общину Казанлык. Население составляет 637 человек (2008).
Село Дунавци расположено на расстоянии около 10 км к западу от города Казанлык у подножия гор Стара Планина. Через село протекает река Бейкена. Неподалёку расположено село Копринка.

## Достопримечательности
В центре села Дунавци есть скульптурная композиция «Дунавци», которая изображает две реки, сливающиеся воедино. Композиция посвящена памяти погибших в Балканской войне, Первой и Второй мировых войнах.

## Образование
училище «Христо Ботев», известно с 1887 года, с 1936 года Начальное народное училище «Христо Ботев».

## Политическая ситуация
В местном кметстве Дунавци, в состав которого входит Дунавци, должность кмета (старосты) исполняет Величко Симеонов Станчев (независимый) по результатам выборов.
Кмет (мэр) общины Казанлык — Стефан Христов Дамянов (инициативный комитет) по результатам выборов.